# カール・フリューリング
カール・フリューリング（Carl Frühling, 1868年11月28日 - 1937年11月25日）は、オーストリアの作曲家・ピアニスト。シレジア・ドイツ人。

## 略歴
オーストリア＝ハンガリー帝国のレンベルク生まれ。1887年から1889年までウィーン音楽院に在籍してピアノをアントン・ドーアに、音楽理論をフランツ・クレンに師事。伴奏者や音楽教師として活動し、室内楽奏者としてサラサーテやフーベルマン、ロゼー四重奏団と共演した。ウィーンにて貧困のうちに死去した。
初期にはサロン用のピアノ曲を創ったが、《ピアノ五重奏曲》作品30や《クラリネット三重奏曲》作品40のようなロマン主義様式による、より充実した力作も遺している。作品の多くは紛失したか、もしくは未だに再評価されてはいないが、チェリストのスティーヴン・イッサーリスはその再発掘と上演に尽力して、フリューリングの作品を擁護してきた。

## 主要作品一覧

### 管弦楽曲
- ピアノ協奏曲 作品12
- 祝祭行進曲  Festmarsch 作品23
- バレエの情景  Scènes de ballet  作品34
- 管弦楽組曲 ヘ長調  作品36
- フルート独奏と管弦楽のための幻想曲 Fantasie  作品55
- 陽気な序曲 Heitere Ouvertüre  作品75
- 組曲《小品集》 Miniaturen, suite  作品78
- フモレスケ Humoreske  作品87

### 室内楽曲
- チェロ・ソナタ 作品22
- 弦楽四重奏曲 ホ長調 作品25
- ピアノ五重奏曲 ヘ短調 作品30
- ピアノ三重奏曲 ホ長調 作品32
- ピアノ五重奏曲 ニ長調 作品35
- クラリネット、チェロ、ピアノのための三重奏曲 イ短調 作品40
- 2つのフルートのための小二重奏曲  Duettino  作品57
- フルートとピアノのためのロンド Rondo  作品66

### ピアノ曲
- マズルカ《リュシー》  Lucie, mazurka  作品1
- ポルカ・フランセーズ《皮肉屋の女》  La piquante, polka française  作品5
- 華麗なるマズルカ  Mazurka brillante  作品11
- セレナーデ  Serenade  作品13
- ワルツ《風の精のステップ》  Pas des sylphides, waltz  作品14
- 5つの小品  5 pièces  作品15–作品19
- 3つのピアノ曲  3 Klavierstücke  作品21
- 演奏会用ワルツ  Konzertwalzer  作品24
- 2つのピアノ曲  2 Klavierstücke  作品37

### 合唱曲
- 大ミサ曲 ト長調  Grosse Messe  作品6
- 独唱者、混声合唱、オルガンのためのカンタータ Cantata  (A. Silesius)  作品54
- 混声合唱のための《3つの箴言》 3 Sinnsprüche  (Assim Agha)  作品62
- 女声合唱と4手ピアノのための《蜉蝣の歌》 Lied der Eintagsfliegen  (C. Schneller)  作品63
- 男声合唱のための《河辺にて》 Am Strome  作品67
- 混声合唱のための《民謡調の2つのリート》 2 Lieder im Volkston  作品68
- 男声合唱のための《同志の挨拶》 Brudergruss  作品73
- 混声合唱のための《月明かりは優しく照らす》 Matt giesst der Mond  作品74

### 独唱曲
- 声楽と管弦楽のための《老兵》 Der Landsturm  (M. Marton)  作品39
- 3つの古い和歌による管弦楽伴奏つきの3つの歌 3 Gesänge nach altjapansichen Gedichten  作品47
- バリトンと吹奏楽のための《仏陀の歌》 Gesang Buddhas
- テノールと管弦楽のための2つの歌 2 Gesänge  作品70
- 管弦楽伴奏つきの5つのリート 5 Lieder
- ピアノ伴奏歌曲集